# Apagón de Chile de marzo de 2010

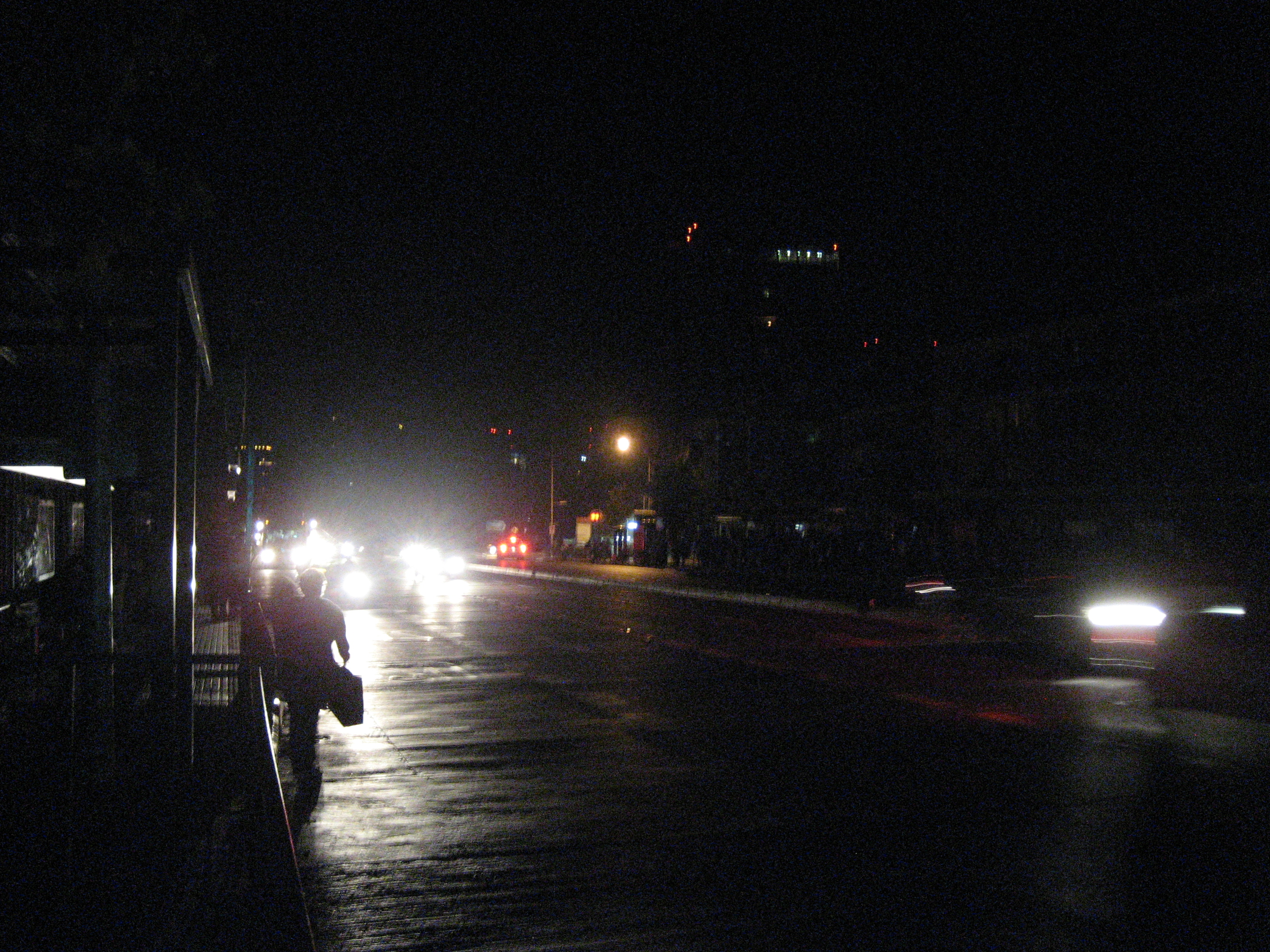
Santiago de Chile durante el apagón.

El apagón de Chile de marzo de 2010 fue un corte del suministro de energía eléctrica generalizado que se produjo el día 14 de marzo del 2010, desde las 20:44 hasta aproximadamente las 23:30, cantidad de tiempo que varió en las diferentes zonas del país, con la excepción de la Región del Biobío, lugar donde se originó la falla que causó el apagón. Se extendió territorialmente entre Taltal, en la Región de Antofagasta, y la isla de Chiloé, en la Región de los Lagos (una extensión de aproximadamente 3.500 km), afectando aproximadamente al 80% de la población chilena.

## Causas
Según lo anunciado por la Superintendencia de Electricidad y Combustibles (SEC), el apagón se produjo por la falla de un transformador de 500 kV de la subestación eléctrica Charrúa, en la comuna de Cabrero, Región del Biobío, lo cual derivó en la pérdida de alrededor de 4400 MW de consumo en el Sistema Interconectado Central. Al respecto, el director de esta organización, Eduardo Ricke Muñoz, declaró en una entrevista a TVN:

Se produjo una desestablización en todo el sistema porque el bloque de energía (que falló) era muy grande (...) La investigación va a ser un poquito (sic) larga, pero hay sospechas de que el transformador (Charrúa-Temuco) tenía daños por el terremoto, pero es solo una sospecha.
Eduardo Ricke

A pesar de que la Oficina Nacional de Emergencia del Ministerio del Interior (Onemi) no emitió ningún comunicado que relacione al terremoto del 27 de febrero (que también produjo una falla en este sistema en la madrugada de ese día) con este suceso, el ministro Secretario General de la Presidencia, Cristián Larroulet, sí vinculó ambos fenómenos:

Efectivamente hay un corte desde Tal Tal hasta Los Lagos. Lo más probable es que esto sea producto de la debilidad de las líneas a raíz del terremoto. Es una consecuencia más del terremoto que afectó a nuestro país.
Cristián Larroulet

Cabe mencionar que este tramo del Sistema Interconectado Central ya presentaba fallas desde antes del terremoto, causados por un cortocircuito monofásico en la línea de 154 kV "Itahue-Charrúa", debido a robos de cable conductor en la Subestación "Itahue" (en la Región del Maule).

## Consecuencias
A nivel político, el apagón fue el centro de las primeras críticas desde la Concertación, recientemente en calidad de oposición, al gobierno del presidente Sebastián Piñera. Fue el senador socialista Juan Pablo Letelier, quien afirmó que el nuevo gobierno adolecía de "falta de experiencia, improvisación y falta de profesionalismo", cuestionando además la, según él, débil figura del ministro del Interior, Rodrigo Hinzpeter. Por su parte, el gobierno no reaccionó ante ello y se limitó a llamar a la calma a la ciudadanía, al consumo prudente de la electricidad mientras se estabiliza el sistema, y a prepararse para posibles nuevos apagones, mientras se efectúa la reconstrucción del país tras el terremoto del pasado 27 de febrero.

### Daños por región

#### Región de Coquimbo
En el Estadio La Portada de La Serena, se disputaba un partido entre los equipos de Audax Italiano y Deportes La Serena correspondiente a la 7ª fecha del Torneo Bicentenario de Chile, con un marcador de 2 a 1 a favor del visitante, el cual tuvo que ser suspendido a causa del apagón. Al día siguiente en la mañana Audax Italiano se impuso 3 a 1 a Deportes La Serena.

#### Región Metropolitana

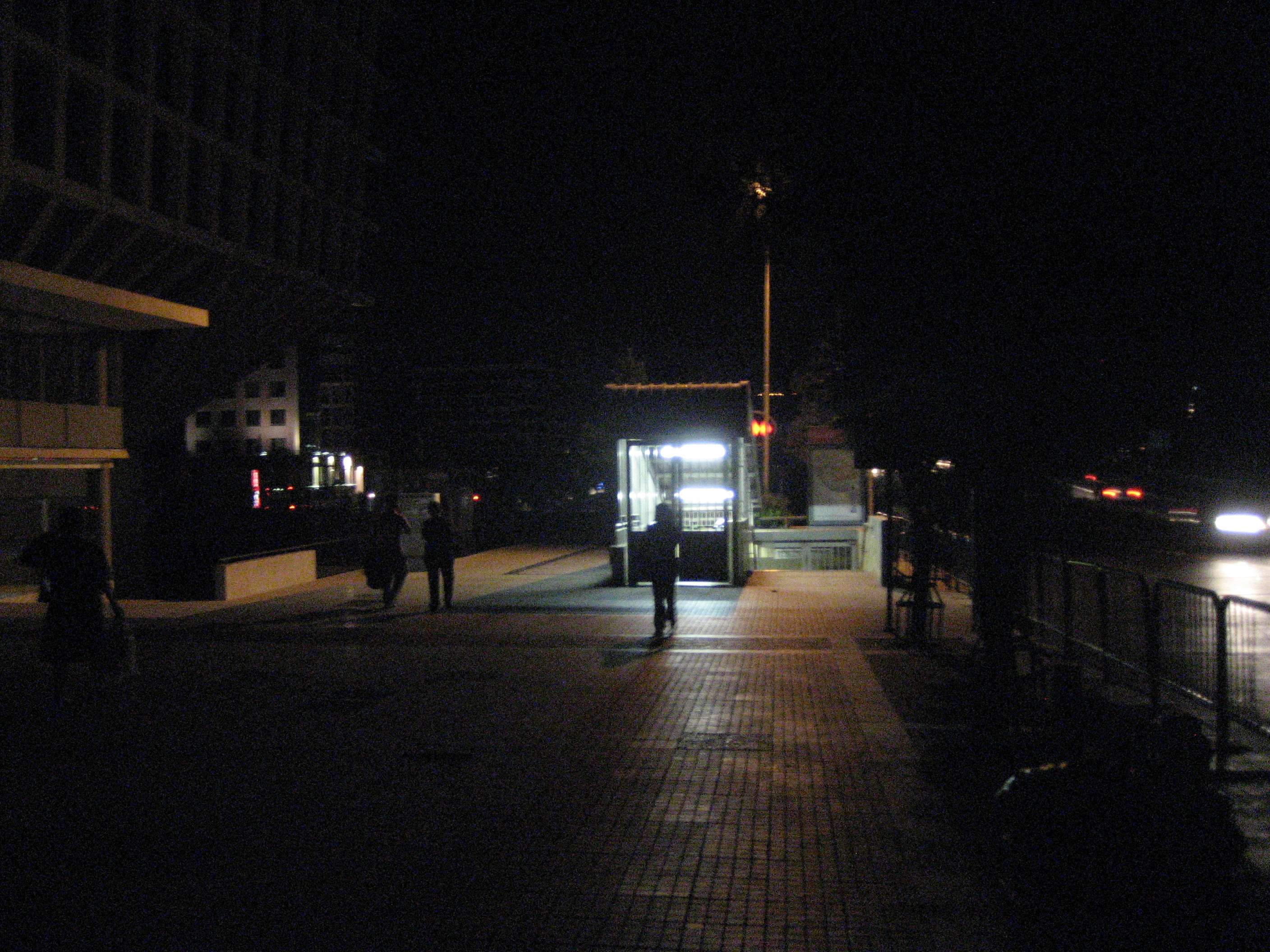
Acceso a la estación Escuela Militar del Metro de Santiago durante el apagón. El servicio se vio interrumpido y varios de sus trenes evacuados.

Al momento del apagón, en el Movistar Arena de la ciudad de Santiago se desarrollaba el concierto Rock por Chile a beneficio de las víctimas del terremoto del 27 de febrero de ese mismo año. Durante la presentación de la banda punk rock Los Miserables se apagaron las luces, restituyéndose momentáneamente la electricidad gracias a generadores del recinto, lo cual sirvió para la evacuación del lugar que se produjo con total normalidad.
Así mismo, el Metro de Santiago sufrió la detención de aproximadamente 20 de sus trenes subterráneos, los cuales debieron ser evacuados, recuperando la operatividad alrededor de las 22:25 del mismo día, a excepción de la Línea 4A. Ese día el servicio regular de Metro se extendió hasta las 23:00, cumpliendo con su horario normal.
En las comunas de La Reina y La Pintana se produjeron, en conjunto, 4 incendios en viviendas particulares debido al volcamiento de velas durante el apagón.

## Reposición del servicio
Desde las 23:43 del 14 de marzo, la ONEMI emitió una serie de comunicados, actualizando la información respecto de la reposición del servicio eléctrico en las zonas comprometidas en el apagón, siendo la Región del Bio-Bio la zona más afectada. Así, a esa hora, un 72 % del suministro había sido regularizado. A continuación, a las 00:30, se anuncia una reposición del 88% servicio, y finalmente, a las 1:40 del mismo día, la reposición del servicio había alcanzado el 93%. Los horarios de reposición se distribuyeron de la siguiente forma:
| Región                 | Zona                          | Momento de la reposición al 100% |
| ---------------------- | ----------------------------- | -------------------------------- |
| Región de Antofagasta  | Comuna de Taltal              | 1:40 del 15 de marzo.            |
| Región de Atacama      | -                             | 23:46 del 14 de marzo.           |
| Región de Coquimbo     | -                             | s/i                              |
| Región de Valparaíso   | -                             | 00:30 del 15 de marzo.           |
| Región Metropolitana   | Comuna de Santiago Centro     | 22:10 del 14 de marzo            |
| Región Metropolitana   | Comuna de Las Condes          | 22:10 del 14 de marzo            |
| Región Metropolitana   | Comuna de Quilicura           | 22:55 del 14 de marzo            |
| Región Metropolitana   | Comuna de La Florida          | 22:10 del 14 de marzo            |
| Región Metropolitana   | Comuna de Puente Alto         | 22:30 del 14 de marzo            |
| Región Metropolitana   | Comuna de Providencia         | 23:12 del 14 de marzo.           |
| Región de O'Higgins    | -                             | 00:05 del 15 de marzo.           |
| Región del Maule       | -                             | 00:05 del 15 de marzo.           |
| Región del Biobío      | Comuna de Lota                | 01:40 del 15 de marzo            |
| Región del Biobío      | Comuna de Coronel             | 01:40 del 15 de marzo            |
| Región del Biobío      | Comuna de Concepción          | 01:40 del 15 de marzo            |
| Región del Biobío      | Comuna de San Pedro de la Paz | 01:40 del 15 de marzo            |
| Región del Biobío      | Comuna de Chiguayante         | 02:30 del 15 de marzo            |
| Región del Biobío      | Comuna de Penco               | 01:40 del 15 de marzo            |
| Región del Biobío      | Comuna de Tomé                | 01:40 del 15 de marzo            |
| Región de la Araucanía | -                             | s/i                              |
| Región de los Ríos     | -                             | 00:05 del 15 de marzo.           |
| Región de los Lagos    | -                             | 01:40 del 15 de marzo.           |